# Kanton Lavardac
Lavardac is een kanton van het Franse departement Lot-et-Garonne. Het kanton maakt deel uit van het arrondissement Nérac

## Gemeenten
Het kanton Lavardac omvatte tot 2014 de volgende gemeenten:
- Barbaste
- Bruch
- Feugarolles
- Lavardac (hoofdplaats)
- Mongaillard
- Montesquieu
- Pompiey
- Saint-Laurent
- Thouars-sur-Garonne
- Vianne
- Xaintrailles

Bij de herindeling van de kantons bij decreet van 26 februari 2014, met uitwerking op 22 maart 2015, werden daar de volgende 9 gemeenten uit het opgeheven kanton Damazan aan toegevoegd:
- Ambrus
- Buzet-sur-Baïse
- Damazan
- Monheurt
- Puch-d'Agenais
- Razimet
- Saint-Léger
- Saint-Léon
- Saint-Pierre-de-Buzet